# Antoine-Marie-Henri Boulard
Pour les articles homonymes, voir Boulard.
Antoine Marie Henri Boulard, né le 5 septembre 1754 à Paris où il est mort le 8 mai 1825, est un notaire, bibliophile, traducteur, administrateur des lycées de Paris, et de l'école royale de dessin, et homme politique français.

## Biographie
Son père Henri Boulard (1714-1792), écuyer, avocat au Parlement, était notaire au no 29 rue Saint-André-des-Arts, depuis le 11 août 1745, date de l'achat de son étude à Nicolas Henri Sellier, dont il épouse la fille Marie Marguerite Sellier le 5 août 1745, qui lui donnera quatre enfants. Louise Élisabeth de Bourbon Condé, princesse de Conti (1693-1775) est témoin à leur mariage. Il sera le troisième enfant, et l'unique garçon.
Son grand-père Pierre-Maurille Boulard (1673-1734),, écuyer, chevalier, commandant, secrétaire général, et greffier de l'Ordre royal de Notre-Dame du Mont-Carmel et de Saint-Lazare de Jérusalem, commandeur de Bazoches, diplomate fut anobli en février  1719 par lettres patentes, pour lui et sa postérité et finit sa carrière comme intendant général et secrétaire des commandements de Louis-Armand de Bourbon-Conti (1695-1727), Prince de Conti. Il épouse Élisabeth Roussart qui vivra avec lui à l'hôtel de Conti. À la mort du prince il est tuteur onéraire des enfants mineurs du prince. Par son épouse il est cité plusieurs fois dans les archives de la famille Dionis. Sa fille Louise Henriette Boulard, épouse à Paris le 18 janvier 1750 Marc Antoine de Quelen, gentilhomme, Ier écuyer de la princesse de Conti, colonel de cavalerie, gouverneur de Quiéras en Dauphiné et de Lannion en Bretagne, chevalier de Saint-Louis
Un de ses aïeux Pierre Boulard, entra au service du roi en 1701 et fut plus de trente ans le secrétaire des ambassades du comte Jean-Antoine d'Avaux (1640-1709), à Venise, ainsi qu'en Hollande au traité de Nimègue, aux conférences de Mont-Sainte-Gertrude en 1710 aux côtés du maréchal d'Uxelles (1652-1730), ainsi qu'en Irlande à la suite de Jacques II.
Antoine Marie Henri commença ses études à Louis-le-Grand, où il remporta à même pas 16 ans, en 1770, le premier prix et le prix d'honneur au Concours général qu'il reçut des mains du premier président du Parlement, jeune homme trois fois couronné  tergeminis honoribus, il remporta encore le second prix en amplification française, en version grecque, et le premier accessit en vers. Il les termina au collège du Plessis sous la direction de René Binet (1732-1812), professeur de rhétorique, et y obtint également de beaux succès dans la distribution des prix.
Pour répondre aux souhaits de sa famille, il entre à l'école de droit, fait son stage notarial et succède à son père à l'âge de 27 ans le 4 janvier 1782. Il épouse la même année, le 3 septembre 1782 à Paris Marie Chrestien des Rufflais (1765-1858). De cette union naîtront deux fils, dont : Henri-Simon Boulard (1783-1863). À leur mariage il y a 4 beaux-frères des mariés qui sont trois comme témoins et tous notaires à Paris, dont Maîtres Charles Jean-Baptiste Le Brun (1731-1787), notaire, époux d'Henriette Boulard (1746-1833);  Edme Hilaire Garnier Deschesnes (1732-1812), notaire, époux de Madeleine Henriette Boulard (ca.1750); Denis Trutat (1748-1814), notaire, époux de Charlotte Louise Henriette Boulard (ca.1755-1817), et le quatrième témoin est Pierre Jean François Chrestien de Lihus (1732-1817) . C'était un homme d'une grande culture qui fut rédacteur du Journal de la Librairie et des Arts.
Il exerce la profession de notaire à Paris de 1782  jusqu'en 1808, il fut maire du 11e arrondissement de Paris de 1800 à 1804, puis député de la Seine au Corps législatif de 1803 à 1808.
En 1791 il achète la terre et le château de Plainval dans l'Oise.
Traducteur prolifique, il publia 32 traductions. Il se fait surtout connaître pour sa passion pour les livres, dont il remplit tous les étages de sa maison. Il sauva de la destruction les ouvrages qu'il jugea intéressants et les bibliothèques des couvents, éparpillées par la Révolution. Son étude était le lieu de rendez-vous de la noblesse, du clergé, de la magistrature et de la bourgeoisie, et des écrivains de son époque: Jean-François de La Harpe (1739-1803), Jacques Delille (1738-1813), Louis de Fontanes (1757-1821), Villoison (1750-1805), Aubin Louis Millin de Grandmaison (1759-1818), Sainte-Croix, auxquels il prêtait souvent de l'argent.
Il est par ailleurs l'exécuteur testamentaire de La Harpe, qu'il sauva de l'échafaud en le recueillant chez lui lorsqu'il fut décrété d'arrestation.
Louis XVIII, le décore de la Légion d'honneur
Il tomba malade à la fin du mois d'avril 1825 et huit jours plus tard, il rendit son dernier soupir, le 8 mai 1825, plongeant son épouse et ses deux fils dans un grand chagrin. La cérémonie religieuse eut lieu en l'église Saint-Germain-des-Prés, et il fut inhumé au cimetière du Père-Lachaise, pas très loin de son ami Jacques Delille.
À sa mort, le catalogue de sa bibliothèque, qui comptait près de 500 000 livres, remplit à lui seul plusieurs volumes. Les vieux bouquinistes, écrit Pierre Larousse en 1866, se rappelaient encore le nom du père Boulard avec un attendrissement mêlé de respect. La vente de sa bibliothèque à son décès dura 5 années de 1828 à 1833.
Il est le cousin germain d'Henri François Maurille de Boulard (1746-1793), né à Paris et mort à La Rochelle le 9 frimaire an II dont il est parlé dans le tome I de la Guerre de Vendée de Beauchamps-

## Étude
Étude notariale N°: LXXIII

## Traductions
Anglais > français
- Samuel Johnson : Morceaux choisis du Rambler ou du Rôdeur, ouvrage dans le genre du Spectateur (1785)
- Thomas Percival : Entretien socratique sur la véracité et la fidélité à remplir ses engagements (1786)
- James Bannister : Tableau des arts et des sciences depuis les temps les plus reculés jusqu'au siècle d'Alexandre le Grand (1786)
- Edward Gibbon : Histoire de la décadence et de la chute de l'empire romain, traduit en collaboration avec entre autres André-Samuel-Michel Cantwell (18 volumes, 1788-1796)
- Joseph Strutt : Angleterre ancienne, ou Tableau des mœurs, usages, armes, habillements, etc. des anciens habitants de l'Angleterre (1789)
- Gilbert Stuart : Tableau des progrès de la société en Europe, ouvrage contenant des recherches sur l'origine des gouvernements, les variations des mœurs et du système féodal (1789)
- Robert Henry : Histoire d'Angleterre, depuis la première descente de Jules-César dans cette isle jusqu'à celle de Guillaume le Conquérant (6 volumes, 1789-1796)
- Alexander Crowcher Schomberg : Précis historique et chronologique sur le droit romain (1793)
- Gilbert Stuart : Dissertation historique sur l'ancienne constitution des Germains, Saxons, et habitants de la Grande-Bretagne (1794)
- Adam Smith : Considérations sur la première formation des langues, et le différent génie des langues originales et composées (1796)
- Samuel Johnson : Vie de Milton et jugement sur ses écrits, ouvrage pouvant faire suite au poëme du Paradis perdu (1796)
- John Aikin : Vie de Jean Howard, célèbre philosophe anglais, ou Caractère et services publics de ce bienfaiteur des prisonniers (1796) ou an V, à Paris chez le directeur de la Décade.
- Edward Ryan : Bienfaits de la religion chrétienne, ou Histoire des effets de la religion sur le genre humain, chez les peuples anciens et modernes, barbares et civilisés (1807)
- Richard Pulteney : Esquisses historiques et biographiques des progrès de la botanique en Angleterre, depuis son origine jusqu'à l'adoption du système de Linnée (2 volumes, 1809)
- Charles Butler : Horae biblicae, ou Recherches littéraires sur la Bible, son texte original, ses éditions et ses traductions (1810)
- John Hill : Essai sur l'utilité de définir les termes synonymes dans toutes les langues, avec des éclaircissements résultant d'exemples tirés du latin (1812)
- Joseph Berington : Histoire littéraire des huit premiers siècles de l'ère chrétienne, depuis Auguste jusqu'à Charlemagne (1814)
- Samuel Johnson : Vie de Butler, auteur du poëme d'Hudibras (1816)
- Joseph Berington : Histoire littéraire des neuvième et dixième siècles de l'ère chrétienne (1816)
- Joseph Berington : Histoire littéraire des XIe et XIIe siècles de l'ère chrétienne (1818)
- John Aikin : Vie d'Edmond Spenser (1818)
- Hugh Murray : Dissertation sur les découvertes des anciens dans l'Asie (1820)
- John Jamieson : De l'Origine de la crémation ou de l'usage de brûler les corps (1821)
- Joseph Berington : Histoire littéraire du treizième siècle de l'ère chrétienne (1821)
- Joseph Berington : Histoire littéraire du quatorzième siècle et de la première moitié du quinzième (1822)
- Joseph Berington : Histoire littéraire des Grecs pendant le moyen âge (1822)
- Joseph Berington : Histoire littéraire des Arabes ou des Sarrazins pendant le moyen âge (1823)

Allemand > français
- Michael Huber :  Essai d'un nouveau cours de langue allemande ou Choix des meilleurs poèmes de Zacharie, Kleist et Haller avec deux traductions françaises (1798)
- Salomon Gessner : Idylles et poèmes champêtres (1799)
- Gotthold Ephraim Lessing : Fables (1799)

Italien > français
- Antonio Francesco Frisi, « Éloge historique de Marie-Gaëtane Agnesi, milanaise sur Google Livres », dans Edward Ryan, Bienfaits de la religion chrétienne, vol. 2, Garnerey, 1807
- Giovanni Gherardo de Rossi : Vie de Jean Pikler, graveur en pierres fines (1797)
- Antonio Lombardi : Éloge historique de Tiraboschi (1802)

Latin > français
- Suétone : Les Douze Césars (2 volumes, 1805)

Latin > français et allemand
- Distiques de Caton en vers latins, français et allemands, avec une traduction interlinéaire de ces derniers, propre à faciliter l'étude de la langue allemande (1798)

Français > allemand
- Anne-Thérèse de Marguenat de Courcelles : Avis d'une mère à sa fille (1800)

## Sources
- Jean-Paul Poisson,  Le XVIIIe siècle, chapitre Le notariat parisien à la fin du XVIIIe siècle, éditions Garnier, 1975, p. 105-127.
- Sources biographiques : Pierre Larousse, Grand Dictionnaire universel du XIXe siècle, vol. II, 1866.
- Sources bibliographiques : Bibliothèque nationale de France.
- « Antoine-Marie-Henri Boulard », dans Adolphe Robert et Gaston Cougny, Dictionnaire des parlementaires français, Edgar Bourloton, 1889-1891 [détail de l’édition]
- Notices sur la vie et les ouvrages de Antoine-Marie-Henri Boulard par son ami Pierre Duviquet (1765-1835) dans le  Catalogue des livres de la bibliothèque de feu M. Antoine-Marie-Henri Boulard par L. F. A. Gaudefroy et Bleuet, 1828.
- Bienfaits de la religion chrétienne, Paris, 1807, p. 238, p. 250.